# 1268
1268 (MCCLXVIII) a fost un an bisect al calendarului gregorian.

## Evenimente
- 18 februarie: Bătălia de la Rakovor; cavalerii gladiferi din Livonia sunt înfrânți de cneazul Dovmont din Pskov.
- 7 martie: Cruciații pierd orașul Jaffa.
- 12 martie: Eudes Rigaud, arhiepiscop de Rouen, propovăduiește o nouă cruciadă.
- 4 aprilie: Tratat comercial între Bizanț și Veneția; negustorii venețieni revin pe teritoriul Imperiului bizantin, înlocuindu-i pe cei genovezi, care se retrag la Galata.
- 18 mai: Sultanul mameluc Baibars cucerește de la cruciați cetatea Antiohiei; populația este masacrată; sfârșitul Principatului de Antiohia.
- 23 august: Bătălia de la Tagliacozzo: Conradin, ultimul descendent al familiei Hohenstaufen și pretendent la tronul Siciliei și Neapolelui, este înfrânt de Carol de Anjou.
- 29 octombrie: Conradin este executat de Carol de Anjou la Napoli.

### Nedatate
- Cutremur devastator în Cilicia; circa 60.000 de morți.
- Regele Ștefan al V-lea al Ungariei declanșează un război împotriva Bulgariei.
- Seisme în Albania și Epir.
- Tratat între împăratul Mihail al VIII-lea Paleologul al Bizanțului și regele sârb Ștefan al III-lea Uroș; se încheie o alianță matrimonială.

## Arte, Știință, Literatură și Filosofie
- Dispută filosofică la Paris, între Toma de Aquino și Siger de Brabant.
- Este consacrată abația de la San Galgano, în Italia.
- Etienne Boileau scrie Le Livre de Metiers.
- Nicola Pisano construiește catedrala din Siena.
- Prima mențiune a carnavalului de la Veneția.

## Nașteri
- Filip al IV-lea al Franței, cel Frumos (franceză Phlippe IV le Bel), născut la palatul Fontainebleau (d. 1314)
- Lodovico Gonzaga, senior de Mantova (d. 1360)
- Vedantadesika, poet și filosof indian (d. 1369)

## Decese
- 15 mai: Petru al II-lea, conte de Savoia (n. 1203)
- 7 iulie: Rainieri Zeno, doge al Veneției (n. ?)
- 29 octombrie: Conradin, pretendent la tronul Siciliei și Neapolelui (n. ?)
- 29 noiembrie: Clement al IV-lea, papă (n. 1200)

## Încheieri de domnie
- Clement al IV-lea, papă.
- Rainieri Zeno, doge al Veneției.